# Fort van Schoten
Het Fort van Schoten is een fort gelegen in de gemeente Schoten. Het maakte deel uit van de Stelling van Antwerpen en wel van de buitenste fortengordel rond de stad Antwerpen.

## Geschiedenis
De oorspronkelijke bouw van het fort begon in baksteen in 1885 en het fort werd gebouwd ter verdediging van het kanaal Dessel-Turnhout-Schoten en de Brechtsebaan. Acht jaar later werd het fort voltooid in beton en voorzien van pantserkoepels. Het fort werd via een smalspoor aangesloten bij de spoorweg naar Antwerpen, gebruikt voor het vervoer van munitie.
Midden op het forteiland staat een cirkelvormige reduit waar in 1906 ter verdediging een torentje bijgebouwd werd. Later werden nog een aantal gebouwen bijgebouwd. De gracht en de meeste gebouwen zijn nog intact en werden in 1998 beschermd als monument..
Het fort is nog steeds eigendom van het Belgisch leger en wordt enkel nog gebruikt als een overpompinstallatie voor kerosine. Het fort zelf is niet toegankelijk maar er zijn wel wandelpaden in de buurt en in de gracht kan gevist worden, mits een vergunning via de Sint-Barbara Vissersvereniging.
Fort van Schoten ligt op een kruispunt van pijpleidingen van het Central Europe Pipeline System (CEPS), het netwerk van pijpleidingen van de NAVO voor het transport van brandstoffen.

## Natuur
Het fort en zijn omgeving zijn erkend als Natura 2000-gebied omdat er heel wat vleermuizen verblijven. De meest voorkomende soorten zijn de ingekorven vleermuis, de meervleermuis, de watervleermuis, de franjestaart, de Brandts vleermuis en de baardvleermuis.